# Retícula (bolsa)

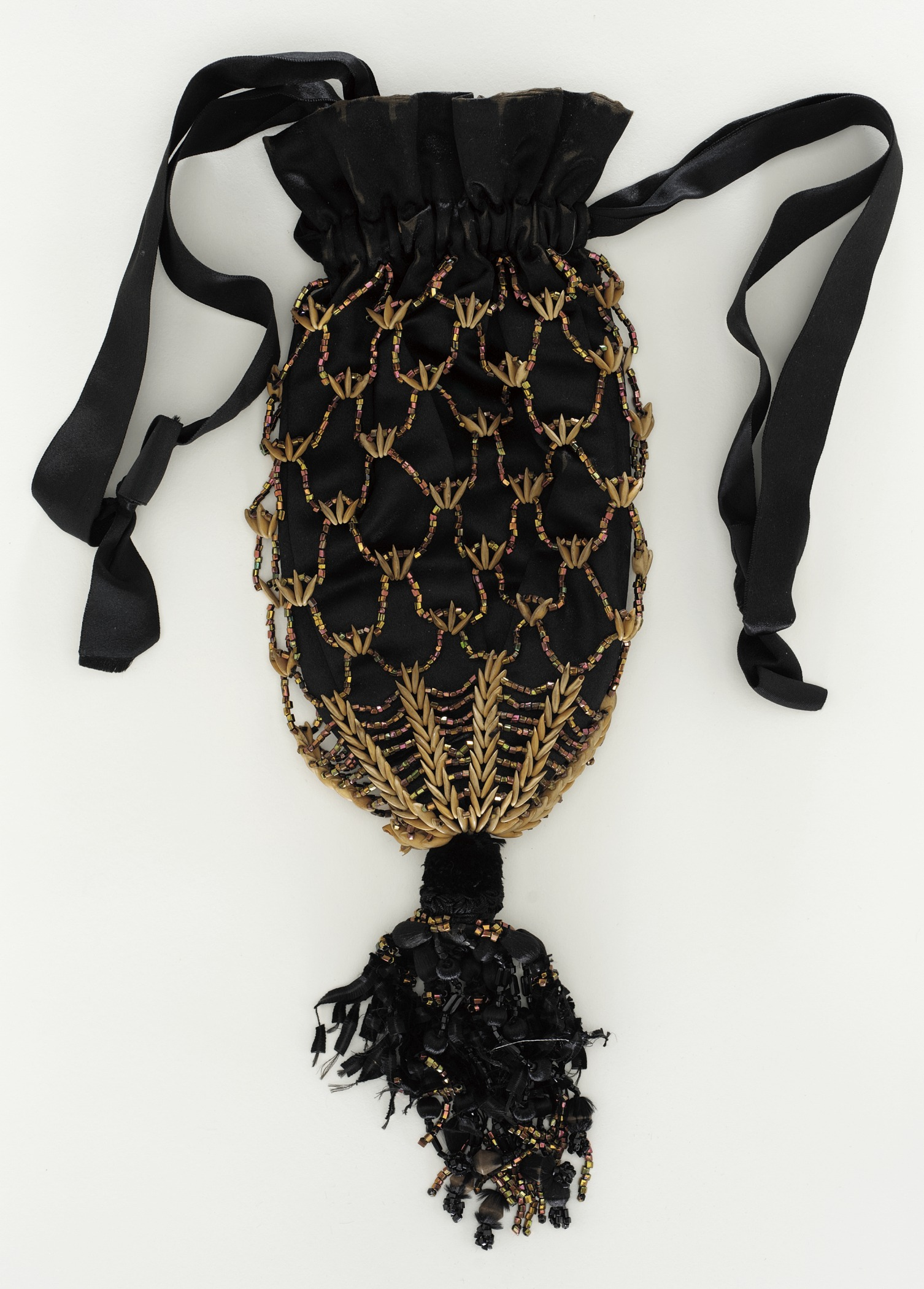
Retícula de contas com adornos de bronze, sementes de melão e cetim; medidas: 22.86 cm; (Estados Unidos, c.1860); LACMA.

Uma retícula era um tipo de bolsa pequena, semelhante a uma bolsa de mão moderna, usada principalmente de 1795 a 1820. De acordo com o American Heritage Dictionary, a palavra "retícula" veio do francês réticule, que por sua vez veio do latim reticulum, um diminutivo de rete, ou "net".
A retícula tornou-se popular com o advento da moda da Regência no final do século XVIII. Anteriormente, as mulheres carregavam pertences pessoais em bolsos que ficavam amarrados na cintura, mas as saias colunares e os tecidos finos que entraram na moda tornavam os bolsos praticamente inutilizáveis. Quando a retícula apareceu pela primeira vez, eram inicialmente feitas de rede. Com o passar do tempo, elas foram sendo produzidas a partir de vários tecidos, incluindo veludo, seda e cetim. Geralmente possuíam um cordão, fechava-se na parte superior e passava-se sobre o braço com um cordão ou corrente. As retículas eram feitas em uma variedade de estilos e formas e às vezes enfeitadas com bordados ou contas. As mulheres costumam fazer suas próprias retículas.